# Локомотив (Козятин)
«Локомоти́в» — аматорський футбольний клуб з міста Козятина Вінницької області.
Виступав у кубку ААФУ 1997/98, чемпіонатах ААФУ 2008, 2009.
До травня 2012 виступав під назвою «Горизонт»..

## Досягнення
- Срібний призер чемпіонату Вінницької області — 2006-07, 2008-09.

## Виноски
1. ↑  "Локомотив" обирає нову тактику. Архів оригіналу за 25 червня 2012. Процитовано 4 червня 2012.